# Doren
Doren es un municipio en el distrito de Bregenz en el estado de Austria de Vorarlberg.

## Geografía
El municipio de Doren se encuentra en el noroeste del bosque de Bregenz. También lo podemos situar a unos dos tercios en el lado sur de Sulzbergstock, que pertenece a la cuenca Molasse, y a un tercio en el lado norte de Sulzbergstock.
El límite de la comunidad está formado por los tres ríos Weißach, Bregenzer Ach y Rotach. Doren limita con otras cinco comunidades Vorarlberg en el distrito de Bregenz (en sentido horario, comenzando en el norte): Sulzberg, Krumbach, Langenegg, Alberschwende y Langen bei Bregenz.
Doren es miembro del proyecto comunitario alemán-austriaco Naturpark Nagelfluhkette. El paisaje se caracteriza por bosques, monumentos naturales, numerosas aguas, ciénagas y biotopos.

## Cultura
Iglesia parroquial Doren
En 1823, la iglesia fue construida de acuerdo con los planes de la Oficina del Distrito de Bregenz. Presumiblemente, no hubo predecesor. La consagración tuvo lugar en 1826 y en 1853, fue elevada a la iglesia parroquial.
Escudo de armas
El escudo de armas fue creado en 1969 inspirado en un diseño del artista Schruns y el heralista de Konrad Honold. Muestra los dos ríos Weißach y Bregenzerach, la cornamenta de los ciervos significa caza.

## Población
Doren tiene una población estimada a principio del año 2018 de 1029 habitantes.